# Darina Gabániová
MUDr. Darina Gabániová, PhD. (* 20. srpna 1955) je slovenská politička a poslankyně Národní rady Slovenské republiky.
V roce 1978 absolvovala Lékařskou fakultu Univerzity Komenského v Bratislavě. Do roku 1990 pracovala jako stomatoložka v MÚNZ Košice a od roku 1990 jako odborná asistentka na oddělení Předklinické stomatologie na LF UK v Bratislavě.
Poslankyní Národní rady Slovenské republiky byla ve volebním období 2002 až 2006 za stranu SMER, která od 1. ledna 2005 působí pod názvem SMER - sociálna demokracia. Ve volbách v roce 2006 byla do Národní rady za tuto stranu opět zvolena.